# Jalkapallon suomenmestaruuskilpailut 1921
La Jalkapallon suomenmestaruuskilpailut 1921 fu la tredicesima edizione del campionato finlandese di calcio. Fu giocato in un formato di coppa e vide la vittoria dell'HPS.

## Semifinali
|              | Risultati |     | Luogo e data |
| ------------ | --------- | --- | ------------ |
| Vasama Vaasa | 0-5       | HJK |              |
| Åbo IFK      | 0-3       | HPS |              |
|              |           |     |              |

## Finale
|     | Risultati |     | Luogo e data |
| --- | --------- | --- | ------------ |
| HPS | 1-1       | HJK |              |
| HPS | 2-1       | HJK |              |
|     |           |     |              |